# Mitja Marató de Barcelona
La Mitja Marató de Barcelona, també anomenada eDreams Mitja Marató de Barcelona, és una cursa atlètica que es disputa anualment a Barcelona des del 1991.
La Mitja Marató de Barcelona és una de les proves de mitja marató més importants de l'Estat espanyol. Durant els primers anys la prova fou organitzada pel Club Natació Catalunya i es disputava amb inici i final a la Vila Olímpica. L'edició del 2010 fou la primera que superà els 5.000 inscrits i la del 2012 arribà als 12.500. El kenyà Abel Kirui, doble campió mundial de marató (en 2009 i 2011), té el rècord de la cursa (2012) amb 1.00.28 h. Anteriorment, aquesta prova ja havia passat a la història gràcies al rècord mundial que va registrar el keniata Florence Kiplagat l'any 2005 amb un temps d'1:05:09. Actualment, aquella marca és la setena millor de tots els temps. L'actual millor registre el va marcar el 2017 el també keniata Joyciline Jeposgei a València amb 1:04:51. El 2001, 2002 i 2003 coincidí amb la cursa de la Mercè. A partir del 2011, l'equip promogut per l'Ajuntament de Barcelona i format per les empreses RPM Racing i ASO s'encarregà de l'organització. Entre els vencedors en la categoria masculina destaquen Abel Antón (2000) i els kenyans Edwin Kibet, Alex Kirui, Erik Kibet, Jacob Yator i Peter Kosgei, a més d'Abel Kirui, i en la femenina, les kenyanes Joan Aiyabei, Lineth Chepkurui i Priscah Jeptoo, que l'any 2011 establí el rècord de la prova amb 1.10.08 h., i l'etíop Dergenesh Shisraw. L'any 2019 va batre el rècord d'inscripcions, amb 19.000 inscrits, després que en l'edició anterior del 2018 s'apuntessin 17.855 corredors. Aquesta marató ha merescut el reconeixement internacional, essent recompensada amb dos importants guardons: el Gold Label, màxima distinció que atorga la IAAF a les proves en ruta d'atletisme (2017), i el segell 5 estrelles de l'Associació Europea d'Atletisme, que valora la seva qualitat organitzativa.

## Palmarés
| Edició | Any  | Vencedor                   | Temps(h:m:s) | Vencedora                 | Temps(h:m:s) | Ref.   |
| ------ | ---- | -------------------------- | ------------ | ------------------------- | ------------ | ------ |
|        |      |                            |              |                           |              |        |
| 21a    | 2011 | Peter Kosgei (KEN)         | 1:02:19      | Priscah Jeptoo (KEN)      | 1:10:08      | [ 6 ]  |
| 22a    | 2012 | Abel Kirui (KEN)           | 1:00:28      | Lineth Chepkurui (KEN)    | 1:11:48      | [ 7 ]  |
| 23a    | 2013 | Eliud Kipchoge (KEN)       | 1:00:04      | Atsede Baysa (ETH)        | 1:07:33      | [ 8 ]  |
| 24a    | 2014 | Eliud Kipchoge (KEN)       | 1:00:52      | Florence Kiplagat (KEN)   | 1:05:12      | [ 9 ]  |
| 25a    | 2015 | Tadesse Abraham (SUI)      | 1:00:42      | Florence Kiplagat (KEN)   | 1:05:09      | [ 10 ] |
| 26a    | 2016 | Vincent Kipruto (KEN)      | 1:02:54      | Florence Kiplagat (KEN)   | 1:09:19      | [ 11 ] |
| 27a    | 2017 | Leonard Kipkoech (KEN)     | 1:00:52      | Florence Kiplagat (KEN)   | 1:08:15      | [ 12 ] |
| 28a    | 2018 | Mule Wasihun (ETH)         | 0:59:44      | Tejitu Daba (BHR)         | 1:08:36      | [ 13 ] |
| 29a    | 2019 | Eric Kiptanui (KEN)        | 1:01:04      | Roza Dereje (ETH)         | 1:06:01      | [ 14 ] |
| 30a    | 2020 | Victor Kimutai Chumo (KEN) | 0:59:58      | Ashete Bekere (ETH)       | 1:06:37      | [ 15 ] |
| 31a    | 2021 | Haftu Teklu (ETH)          | 0:59:39      | Tuei Sandrafelis (KEN)    | 1:07:12      | [ 16 ] |
| 32a    | 2022 | Haftu Teklu (ETH)          | 0:59:06      | Margaret Kipkemboi (KEN)  | 1:05:26      | [ 17 ] |
| 33a    | 2023 | Charles Langat (KEN)       | 0:58:51      | Irene Kimais (KEN)        | 1:04:37      | [ 18 ] |
| 34a    | 2024 | Kibiwott Kandie (KEN)      | 0:59:22      | Joyciline Jepkosgei (KEN) | 1:04:28      | [ 19 ] |
| 35a    | 2025 |                            |              |                           |              |        |